# Daniele D’Agaro
Daniele D’Agaro   (* 13. August 1958 in Spilimbergo, Friaul) ist ein aus Italien stammender, in den Niederlanden lebender Jazz-Musiker (Klarinette, Bassklarinette, Tenorsaxophon und C-melody-Saxophon).

## Leben und Wirken
D’Agaro stammt aus dem oberitalienischen Friaul und begann seine Musikerkarriere 1979, als er im Mitteleuropa Orchestra von Andrea Centazzo spielte. Im selben Jahr zog D’Agaro nach Berlin; später ging er nach Amsterdam, wo er seitdem lebt. Seitdem arbeitete er mit Musikern der Bereiche des Creative Jazz und der improvisierten Musik; er spielte mit niederländischen Formationen, wie dem J. C. Tans Orchestra, Sean Bergins M.O.B. und Sunchild von Franky Douglas; außerdem gründete er mit dem Cellisten Tristan Honsinger und dem Bassisten Ernst Glerum das Lingua Franca Trio.

Seit Ende der 1980er Jahre spielte D’Agaro mit Sean Bergin und Tobias Delius im Trio San Francisco, das Elemente der Improvisationsmusik mit südafrikanischer Kwela-Musik, Folk und Jazz verbindet. 1991 führte er auf dem International October Meeting ’91 Festival in Amsterdam eine Komposition für ein Ensemble aus Improvisationsmusikern und dem Val Resia Ensemble auf, das aus den östlichen Alpen stammt. 1993 erweiterte sich das Lingua Franca Trio mit dem senegalesischen Sänger Mola Sylla und dem Komponisten und Live-Elektroniker Richard Teitelbaum zum Quintett. 1996 ging er mit bislang unbekannten Kompositionen von Don Byas, die D’Agaro als Original-Manuskripte im Jazzarchiv in Amsterdam fand, auf Tournee (Hidden Treasures); seinem Quintett gehörten dabei auch der Trompeter Benny Bailey und Schlagzeuger Han Bennink an.
1996 kehrte er in seine Heimat zurück und bildete in Udine ein Duo mit dem Organisten Mauro Costantini, mit dem er die Sacred Concerts von Duke Ellington, nach-gregorianische Musik und freie Improvisationsmusik spielte. 1998 arbeitete er mit Mark Helias; 2001 trat er in Chicago mit Don-Byas-Kompositionen auf. Im Juni 2002 nahm er für HatHut Records das Trio-Album Strandjutters auf; es entstand bei einem Live-Konzert in Köln mit Han Bennink und Ernst Glerum. Anfang der 2000er Jahre arbeitete er vorwiegend in den Vereinigten Staaten, wo er mit seinem Quartett aus dem Schlagzeuger Robert Barry, dem Posaunisten Jeb Bishop und dem Bassisten Kent Kessler auf mehrere Tourneen ging. Mit dieser Formation nahm er 2004 in Chicago für HatOLOGY das Album Chicago Overtones auf.
Außerdem arbeitet D’Agaro mit dem Adriatics Orchestra, mit Franco D’Andrea und im Duo mit Alexander von Schlippenbach, mit dem er 2007 das Album  Dedalus (ArteSuono Records) einspielte. D’Agaro spielt zudem im Globe Unity Orchestra.

## Diskographische Hinweise
- Lingua Franca Cosmic Dialects (Nota 1994, mit Molla Sylla, Richard Teitelbaum, Tristan Honsinger, Ernst Glerum)
- Strandjutters (HatOLOGY 2002)
- Chicago Overtones (hatOLOGY 2004)
- Comeglians (El Gallo Rojo 2007)
- Daniele D’Agaro Adriatics Orchestra Mountains, Love & Humour (Artesuono 2012, mit Davide Ghidoni, Mauro Ottolini, Wolter Wierbos, Sean Bergin, Tobias Delius, Bruno Marini, Alessandro Turchet, Stefano Senni, Han Bennink u. a.)
- Giovanni Maier, Daniele D'Agaro, Zlatko Kaučič: Disorder at the Border (Palomar Records, 2014)
- Aki Takase / Daniele D'Agaro. Aki Takase / Daniele D'Agaro (Artesuono, 2016)
- Daniele D'Agaro / Alessandro Turchet: Mingus Fingers (Artesuono, 2022)